# Lengéscsillapító hosszborda

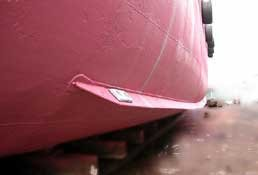
Lengéscsillapító hosszborda

A lengéscsillapító hosszborda a hajó oldal irányú kilengését mérsékelni hivatott lapos acéllemez, melyet a hajótest mindkét oldalának víz alatti, alsó részére rögzítenek. E hosszbordák a passzív stabilizáló rendszerek közé tartoznak. 
Általában a hajó aljának és az oldalfalának átmeneténél szerelik fel, így a hajó merülését és szélességét nem növeli, vagy csak csekély mértékben. Többnyire csak a hajótest középső, egyenesen futó részén, a hajó legnagyobb szélessége mentén található, az orr- és a tatrész beszűkülésének kezdetéig. 
Egy hajó általában egy pár ilyennel rendelkezik, ennél többel csak ritka esetben. E hosszbordák felszerelésével növelik a jármű hidrodinamikai ellenállását és ezáltal csökkentik annak kilengését. A csatahajók esetében viszonylag nagyméretűek voltak és a torpedóvédelmi rendszer részét is képezték. Formájukat tekintve lehetnek lapos acéllemezek, de gyakran kifelé csúcsosodó "V" alakúak.
Habár nem olyan hatékonyak, mint a stabilizáló úszószárnyak (stabilizing fins), azoknál jóval kisebb mértékben befolyásolják a hajótest belső elrendezését. Velük ellentétben nincsenek a hajótesten belüli elemeik, így a hasznosítható hajóteret sem csökkentik. Némi hátrányuk, hogy kismértékben csökkentik a hajó ellenállását és ezáltal az előre irányuló haladását.

## Fordítás
- Ez a szócikk részben vagy egészben  a   Bilge keel című angol Wikipédia-szócikk ezen változatának fordításán alapul.  Az eredeti cikk szerkesztőit annak laptörténete sorolja fel. Ez a jelzés csupán a megfogalmazás eredetét és a szerzői jogokat jelzi, nem szolgál a cikkben szereplő információk forrásmegjelöléseként.
- Ez a szócikk részben vagy egészben  a   Schlingerkiel című német Wikipédia-szócikk ezen változatának fordításán alapul.  Az eredeti cikk szerkesztőit annak laptörténete sorolja fel. Ez a jelzés csupán a megfogalmazás eredetét és a szerzői jogokat jelzi, nem szolgál a cikkben szereplő információk forrásmegjelöléseként.